# Jean-Claude Marty
Pour les articles homonymes, voir Marty.

a Compétitions nationales et continentales officielles uniquement.

b Matchs officiels uniquement.
Jean-Claude Marty, né le 8 août 1943 à Carcassonne et mort le 16 janvier 2023 à Albi, est un joueur de rugby à XIII évoluant au poste d'ailier dans les années 1960, 1970 et 1980.
Il joue au cours de sa carrière pour le FC Lézignan remportant à deux reprises la Coupe de France en 1966 et 1970, puis au RC Albigeois ajoutant un nouveau titre de Coupe de France en 1974.
Fort de ses performances en club, il est sélectionné en équipe de France à de nombreuses reprises entre 1965 et 1974.

## Palmarès
- Collectif :
  - Vainqueur de la Coupe de France : 1966, 1970 (Lézignan) et 1974 (Albi).

### Détails en sélection de rugby à XIII
| 1.  | 14 novembre 1965 | Nouvelle-Zélande | 14-3  | Test-match | Ailier | - | - | - | - |
| 2.  | 28 novembre 1965 | Nouvelle-Zélande | 6-2   | Test-match | Ailier | - | - | - | - |
| 3.  | 12 décembre 1965 | Nouvelle-Zélande | 28-5  | Test-match | Ailier | 6 | 2 | - | - |
| 4.  | 16 janvier 1966  | Grande-Bretagne  | 18-13 | Test-match | Ailier | 3 | 1 | - | - |
| 5.  | 5 mars 1966      | Grande-Bretagne  | 4-8   | Test-match | Ailier | - | - | - | - |
| 6.  | 22 janvier 1967  | Grande-Bretagne  | 13-16 | Test-match | Ailier | - | - | - | - |
| 7.  | 4 mars 1967      | Grande-Bretagne  | 23-13 | Test-match | Ailier | - | - | - | - |
| 8.  | 11 février 1968  | Grande-Bretagne  | 13-22 | Test-match | Ailier | - | - | - | - |
| 9.  | 2 mars 1968      | Grande-Bretagne  | 8-19  | Test-match | Ailier | - | - | - | - |
| 10. | 9 décembre 1973  | Australie        | 9-21  | Test-match | Ailier | - | - | - | - |
| 11. | 16 décembre 1973 | Australie        | 3-14  | Test-match | Ailier | - | - | - | - |
| 12. | 20 janvier 1974  | Grande-Bretagne  | 5-24  | Test-match | Ailier | - | - | - | - |
| 13. | 17 février 1974  | Grande-Bretagne  | 5-24  | Test-match | Ailier | - | - | - | - |